# Parapluda incincta
Parapluda incincta är en fjärilsart som beskrevs av George Francis Hampson 1909. Parapluda incincta ingår i släktet Parapluda och familjen snigelspinnare. Inga underarter finns listade i Catalogue of Life.